# Pedro Guerra
Pedro Manuel Guerra Mansito, conegut com a Pedro Guerra (Güímar, Tenerife, 2 de juny de 1966), és un cantautor canari.

## Biografia
És fill de Lourdes Mansito Pérez i de Pedro Guerra Cabrera, el primer president del Parlament de Canàries i senador pel Partit Socialista Obrer Espanyol. Simultàniament a l'escola, va cursar la carrera de música a la filial d'Arafo del Conservatori Superior de Música de Tenerife. Posteriorment, va traslladar-se a la seu principal del conservatori a Santa Cruz de Tenerife per especialitzar-se en guitarra i solfeig.

### Inicis a Tenerife
Amb 16 anys va començar les seves actuacions públiques en diferents festes populars de l'illa. La seva primera actuació d'importància va tenir lloc en les festes patronals de Güímar juntament amb altres grups canaris importants com Taburiente i Los Sabandeños, i el cantautor Luis Eduardo Aute.
Als 18 d'anys es va mudar a la ciutat universitària de La Laguna, on s'incorporà a la vida musical. El 1985 va formar el Taller Canario de Canción amb Andrés Molina, Rogelio Botanz i Marisa Delgado. La primera experiència discogràfica de Pedro Guerra va portar-se a terme el 1985 amb l'àlbum Nueva Canción Canaria, editat pel Govern de Canàries i el Centro de la Cultura Popular Canaria.

## Discografia

### Recopilacions
- Nueva Canción Canaria (1985)
- Contaminados (2005)

### Amb Taller Canario
- Trapera (1987)
- Identidad (1988)
- A por todas (1989)
- Rap a duras penas (1991)

### En solitari
- Golosinas (1995)
- Tan cerca de mí (1997)
- BSO de Mararía (1998)
- Raíz (1998)
- Ofrenda (2001)
- Hijas de Eva (2002)
- La Palabra en el aire (2003)
- Bolsillos (2004)
- Vidas (2008)
- Alma mía (2009)
- Contigo en la distancia (2010)
- El mono espabilado (2011)
- 30 Años (2013)